# Матвей Парижский

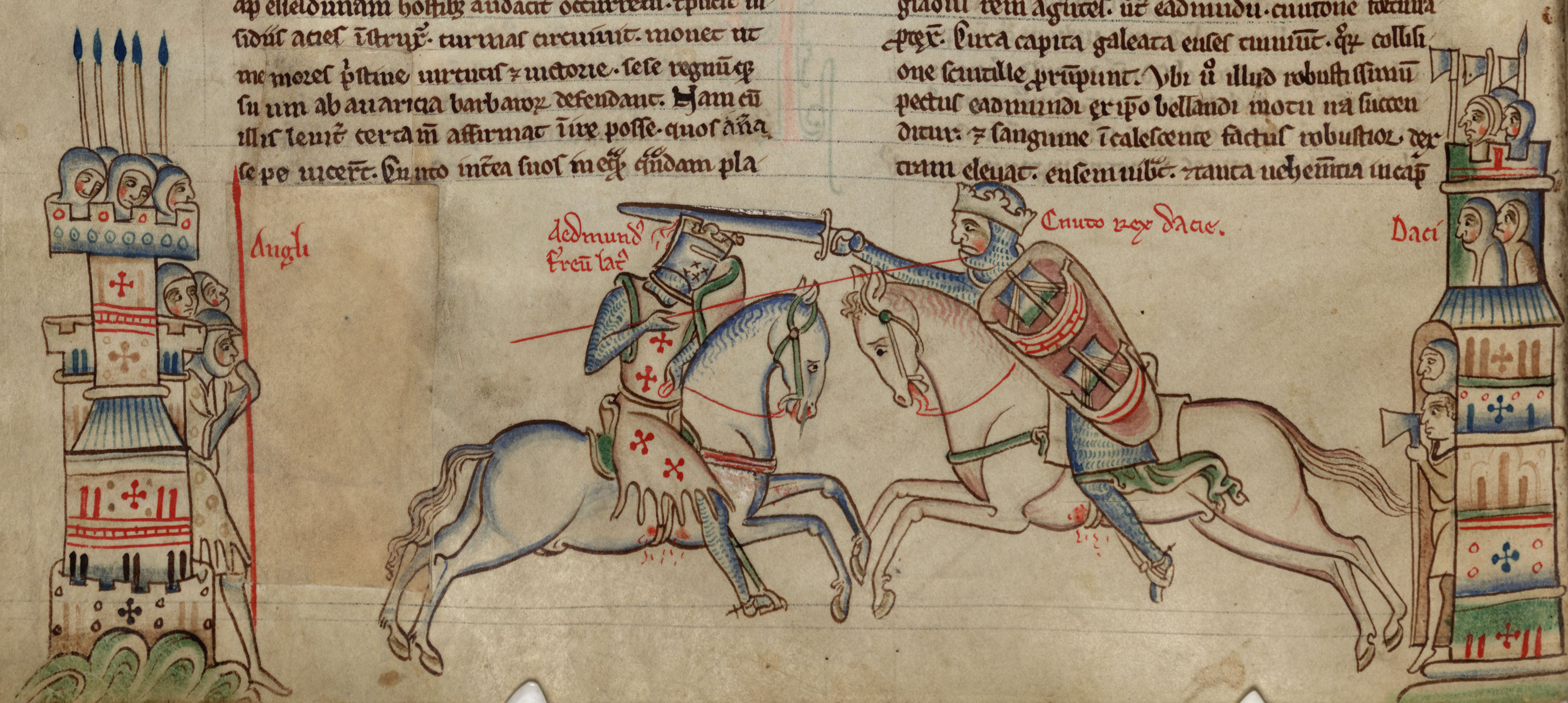
Поединок между даном и Эдмундом Железнобоким. Миниатюра рукописи «Великой хроники» Матвея Парижского, XIII в.

Матвей (Мэтью) Парижский (англ. Matthew Paris, лат. Matthaeus Parisiensis; около 1200 — июнь 1259) — английский хронист, историк, монах-бенедиктинец.

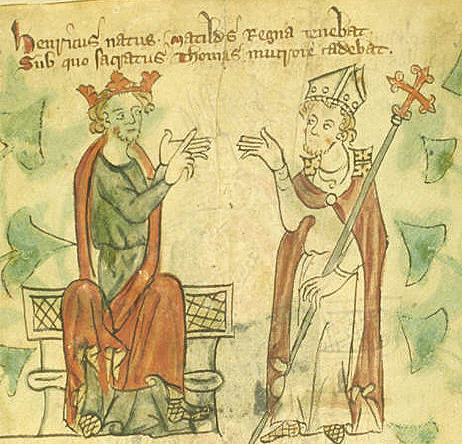
Король Генрих II и Томас Бекет. Миниатюра рукописи «Великой хроники» Матвея Парижского

## Биография

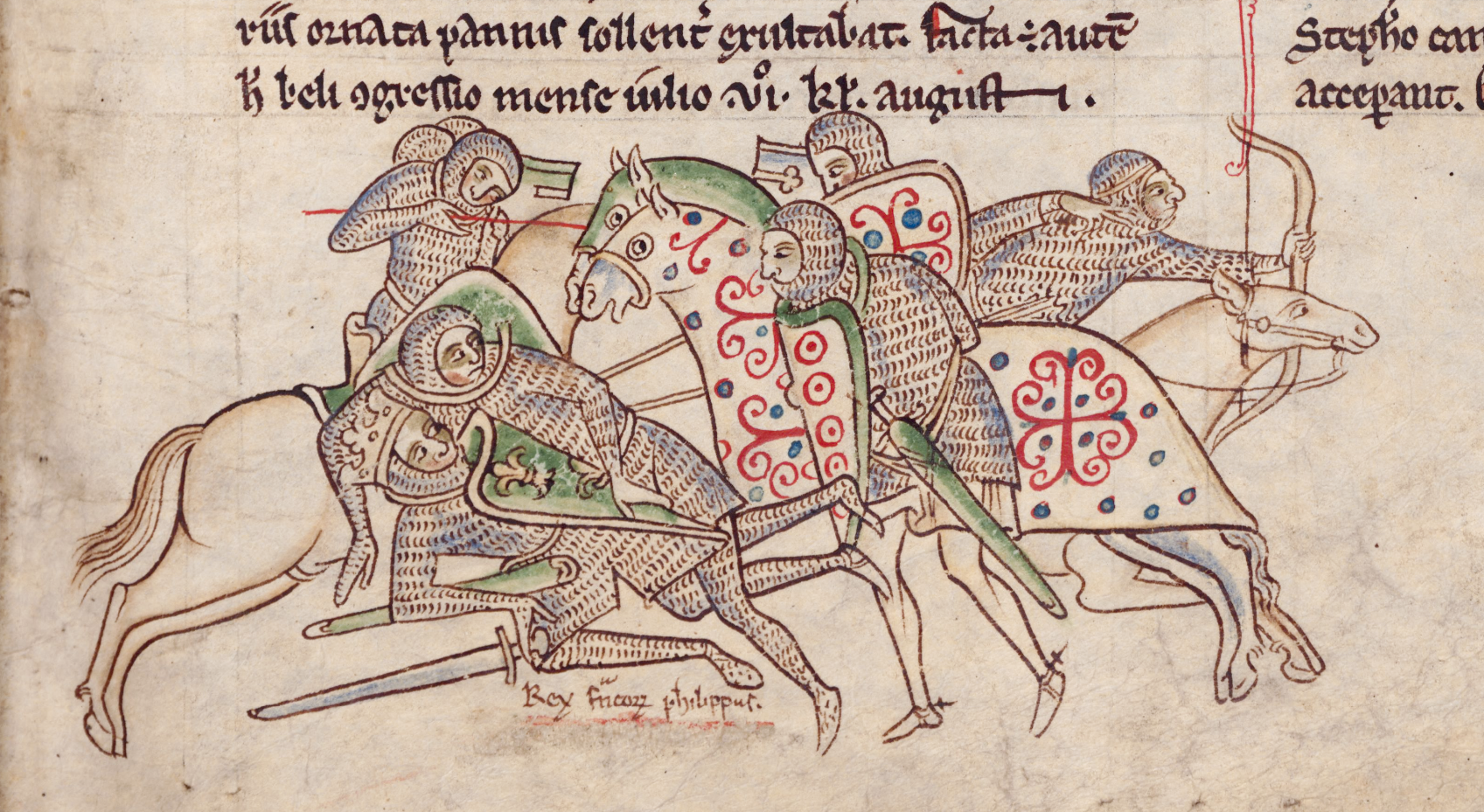
Падение Филиппа II Августа с коня в битве при Бувине. Миниатюра рукописи «Великой хроники» Матвея Парижского

Матвей Парижский родился предположительно в 1200 году. Почему он получил прозвище «Парижский» (лат. Parisiensis), доподлинно неизвестно. Возможно, что в юности, после посещения монастырской школы в Сент-Олбансе, он учился в Парижском университете, или же прозвище его является латинизированной формой английского родового имени Пэрис (англ. Paris). 21 января 1217 года, в возрасте примерно 17 лет, он стал монахом Сент-Олбанского монастыря в Хартфордшире.

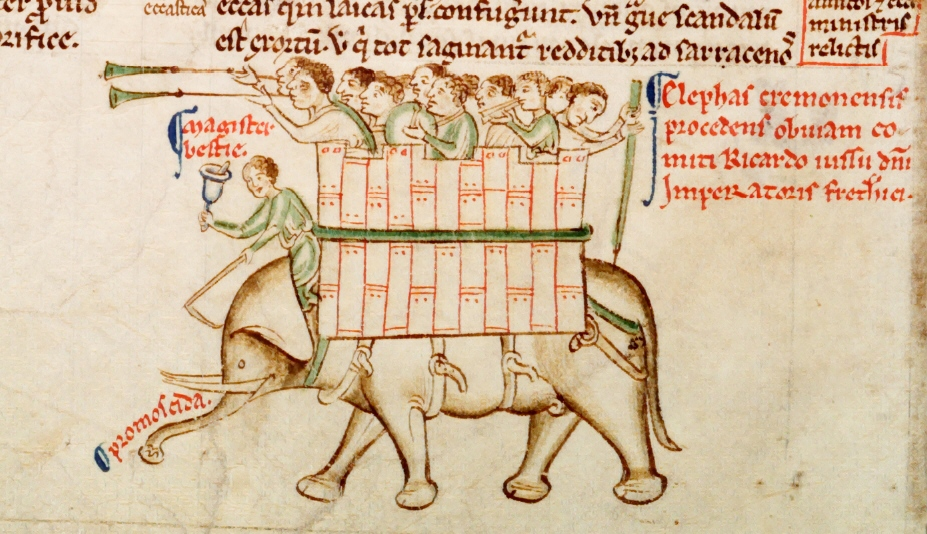
Боевой слон. Миниатюра рукописи «Великой хроники» Матвея Парижского

В 1247 году он посетил Вестминстер, а в 1248—1249 годах находился в Норвегии, где по просьбе папы Иннокентия IV занимался реформой бенедиктинского монастыря Св. Бенета на острове Нидерхольм в провинции Тронхейм. В Норвегии Матвей сблизился с королём Хаконом IV Старым, которому передал письмо короля Франции Людовика IX Святого с предложением принять участие в крестовом походе. 

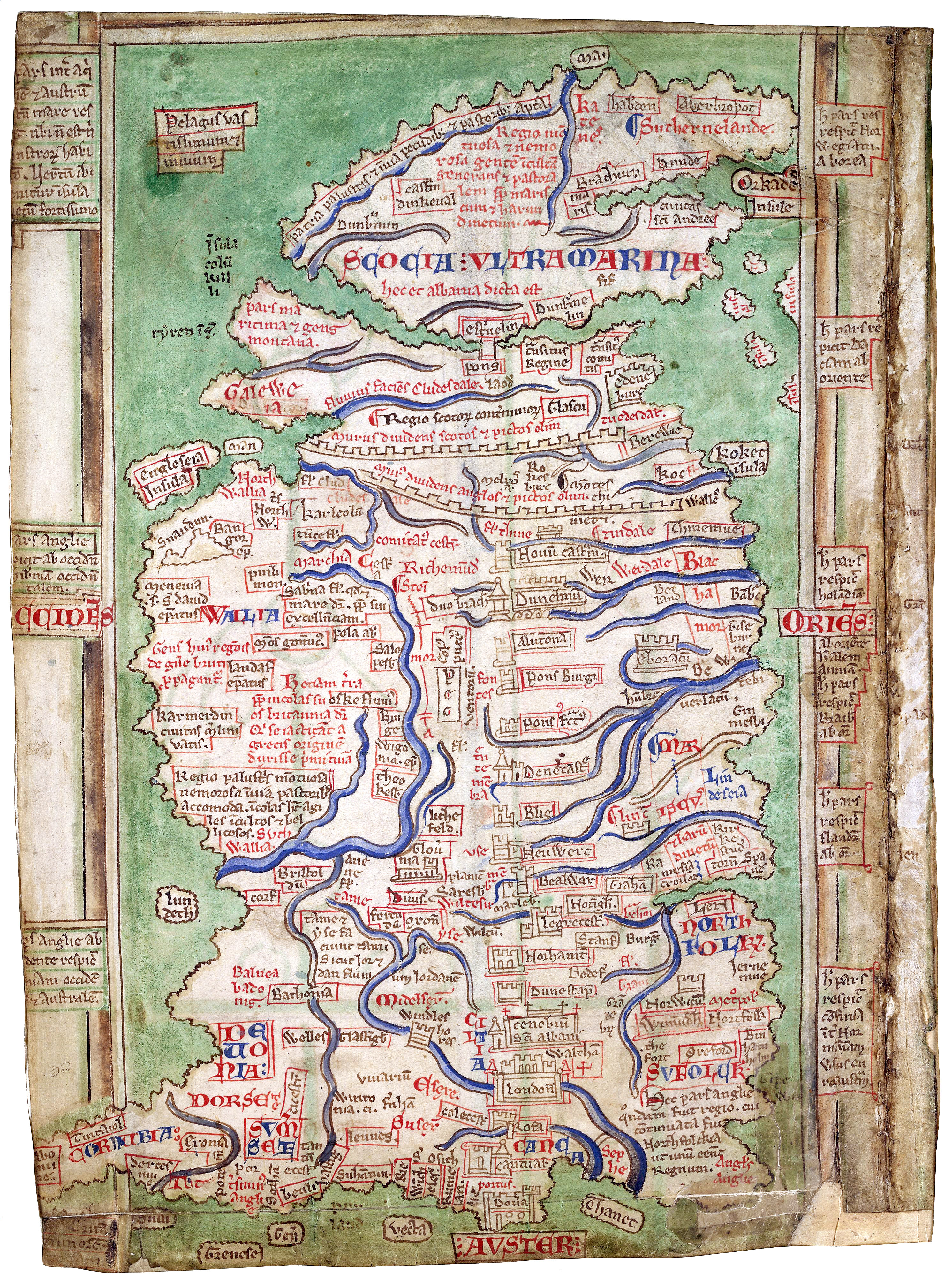
Карта Англии из рукописи «Сокращения хроник» Матвея Парижского, около 1250 года

Возвратившись на родину, встречался в 1251 году в Уинчестере с королём Генрихом III (1216—1272), после чего вернулся в Сент-Олбанс и больше не покидал стен монастыря, за исключением, возможно, единственного визита к королевскому двору в Лондон. Несмотря на всё это, был хорошо осведомлён о мирских делах, так как состоял в переписке с государственными и церковными деятелями, а аббатство его часто посещали не только английские аристократы, включая короля Генриха, с которым Матвей поддерживал личное знакомство, но и известные иностранцы. Информаторами Матвея, в частности, являлись лорд-хранитель печати Джон Мансел, лорд-смотритель Пяти портов Хьюберт де Бург, граф Ричард Корнуоллский, бароны Джон Лексингтон и Алан Ла Зуш, епископ Уинчестера Пьер де Рош и епископ Линкольна Роберт Гроссетест.
Вплоть до смерти в 1236 или 1237 году хрониста Роджера Вендоверского Матвей работал вместе с ним в монастырском скриптории, а после смерти своего наставника возглавил последний. Скончался в своей обители не раньше мая 1259 года, которым оканчивается его хроника.

## Сочинения
- Chronica Majora
- Historia Minor
- Historia Anglorum
- Abbrevatio Chronicorum Angliae
- Liber Additamentorum

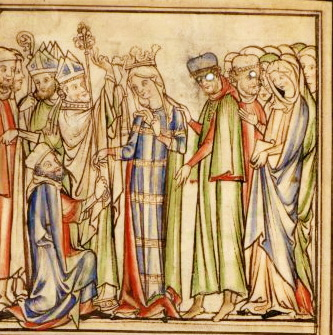
Коронация королевы Эдиты Уэссекской. Миниатюра рукописи составленного Матвеем Парижским «Жития Эдуарда Исповедника»

- Gesta Abbatum monasterii Sancti Albani
- Vitae duorum Offarum
- Vita Sancti Edmundi
- Vie de Seint Auban

Наиболее известным историческим трудом Матвея Парижского является «Большая», или «Великая хроника» (лат. Chronica majora), охватывающая события 1066—1259 годов, которую он по распоряжению настоятеля Джона Хертфордского составлял на латыни с 1240 года до самой своей смерти. Первая часть её, охватывающая 1066—1235 годы, в значительной степени основана на «Цветах истории» (лат. Flores historiarum) Роджера Вендоверского, а также трудах Уильяма Мальмсберийского, Генриха Хантингдонского, Гальфрида Монмутского, Петра Ломбардского, Петра Коместора, Радульфа де Дисето и несохранившихся анналах аббатства, доведённых до 1188 года. Вторая часть составлена им самостоятельно, и подробно излагает историю 1236—1259 годов, являясь, бесспорно, важнейшим источником по истории Англии этого времени. Причём она детально описывает события этого периода не только в самом королевстве и в сопредельных Шотландии и Уэльсе, но и во Франции, в Скандинавии, а также в остальной Европе, уделяя особое внимание борьбе баронской оппозиции с королями и засильем иностранцев. Также в ней описываются события в Сирии и Палестине, связанные с седьмым крестовым походом, а также борьба германского императора Фридриха II Штауфена с папством. 
Сведения Матвея о событиях в других странах не всегда достоверны, хотя и очень ценны (например, описание борьбы за власть Гогенштауфенов). Вместе с тем, наряду с традиционными для историографии его эпохи описаниями религиозных чудес, он идёт порой и на откровенный вымысел, продиктованный соображениями политики и идеологии. Так, объясняя под 1236 годом воздержание мусульман от употребления в пищу свинины, он излагает анекдот о нападении «нечистых животных» на пророка Мухаммеда, а о непопулярном в народе короле Иоанне Безземельном (1199—1216) беззастенчиво рассказывает, что тот якобы направил посольство к некому «эмиру Мурмелию», с просьбой о военной помощи против восставших баронов в обмен на принятие англичанами ислама.
Одним из первых в западноевропейской историографии, Матвей Парижский использовал при составлении своей хроники не только исторические сочинения предшественников и доступные ему архивные документы, но и эпические поэмы и народные предания. Его труд содержит многочисленные цитаты из сочинений античных классиков, в том числе Аристотеля, Сенеки, Овидия, Горация, Ювенала, Персия, Теренция. Стараясь, по возможности, излагать исторические подробности объективно, Матвей всецело зависел, конечно же, от монастырского начальства, а также светских феодалов. На полях предполагаемого оригинала своего исторического труда он недвусмысленно вывел «опасайся недовольства магнатов» (лат. scanfalum magnatum). «Поистине, — сетует он в пятой книге хроники, — тяжела доля историка: если он говорит правду, то раздражает человека, а если говорит ложь, то раздражает бога».  
Критически оценивая современное ему духовенство, Матвей выдвигает в своих трудах обвинения в адрес алчных монахов и епископов, упрекая римскую курию в интригах и тирании. Вместе с тем, политически он настроен против укрепления королевской власти, последовательно отстаивая привилегии бенедиктинских монастырей, ущемлявшиеся Генрихом III. Рассуждая о распространении последним налогов на лордов, он безапелляционно напоминает ему о том, что он «король лишь милостью баронов». Исследователь биографии и творчества хрониста Ричард Вон в 1958 году справедливо отметил, что нарисованный им портрет Генриха III выглядит, по сути, «злобной карикатурой».
Около 1257 года Матвей закончил работу над другим своим историческим трудом — «Цветник историй» (лат. Flores Historiarum), представляющим из себя переработанные отрывки из «Большой хроники» и охватывающим события от сотворения мира до 1249 года. Старейший манускрипт его сохранился в собрании Четамской библиотеки в Манчестере (MS 6712). Другими известными его сочинениями стали «Сокращение хроник» (лат. Abbreviatio Chronicarum), «Деяния настоятелей Сент-Олбанского монастыря» (лат. Gesta Abbatum monasterii Sancti Albani), охватывающие историю его родной обители с 793 по 1255 год, жития Томаса Бекета, Стефана Лэнгтона, Эдуарда Исповедника, короля Оффы и др. Незадолго до своей смерти он составил также сокращение своей «Большой хроники», т. н. «Малую хронику» (лат. Histоria Minor), или «Историю англов» (лат. Historia anglorum), охватывавшую 1067—1253 годы и дополнившую оригинал рядом новых сведений, касающихся, к примеру, политики Генриха III в отношении евреев. 
Хронист из Сент-Олбанского монастыря начала XV века Томас Уолсингем назвал Матвея Парижского «великим историографом и хронографом» (лат. Historiographus ac chronographus magnificus), однако последний занимает также важное место и в картографии Средневековья, как создатель ряда карт и путеводителей, в том числе карты Англии, сохранившейся в копии его современника, монаха из Сент-Олбанса Джона из Уоллингфорда (ум. 1258). Только для «Великой хроники» Матвеем нарисовано было более 130 иллюстраций, иллюстрировал он также и жития святых.
«Великая хроника» Матвея Парижского пользовалась популярностью у позднейших летописцев, помимо вышеназванного Уолсингема, ею активно пользовались Николай Тривет, Джон Роуз и Джон Стоу. Автографическая рукопись её сохранилась в трёх томах, первые два из которых находятся в библиотеке колледжа Корпус-Кристи Кембриджского университета (MS 16, MS 26), а третий, включающий также текст «Малой хроники», или «Истории англов», — в Королевском собрании Британской библиотеки (Royal MS 14.C.vii). Известно также множество позднейших списков, старейшие из которых находятся в собраниях Коттона и Арундела Британской библиотеки. Известны автографические рукописи и вышеназванных малых исторических трудов Матвея.
Впервые «Великая хроника» была частично напечатана в 1571 году в Лондоне архиепископом Мэттью Паркером, и уже в 1589 году переиздана в Цюрихе. Семитомное научно-академическое издание хроники подготовлено было в 1872—1884 годах для Rolls Series историком-медиевистом Генри Ричардсом Луардом; в 1866—1869 годах в этой же серии была издана в трёх томах под редакцией известного палеографа Фредерика Мэддена «Historia Anglorum».